# Provinz Toledo
Die Provinz Toledo ist eine spanische Provinz. Sie liegt im Westen der Autonomen Region Kastilien-La Mancha und ziemlich genau in der Mitte Spaniens.
Sie grenzt an die Provinzen Madrid, Cuenca, Ciudad Real, Badajoz, Cáceres und Ávila. Ihre durchschnittliche Ost-West-Ausdehnung beträgt 170 Kilometer, die durchschnittliche Nord-Süd-Ausdehnung 73 Kilometer. Sie hat einen Umfang von 848 Kilometer und einen Flächeninhalt von 15.369,73 km² und ist damit die drittgrößte Provinz von Kastilien-La Mancha. Von Westen nach Osten durchfließt sie der Tajo. Mit der Provinz Ciudad Real teilt sich die Provinz Toledo den waldreichen Nationalpark Cabañeros.
Von den 740.148 Einwohnern (Stand: 2024) leben lediglich etwa 1/9 in der Hauptstadt Toledo (80.000 Einwohner).
Die Provinz besteht aus 204 Gemeinden (municipios), unter denen sich auch die kleinste Spaniens, Illán de Vacas, befindet, die nach der Zählung von 2020 nur noch drei Einwohner hatte.

## Verwaltungsgliederung

### Comarcas

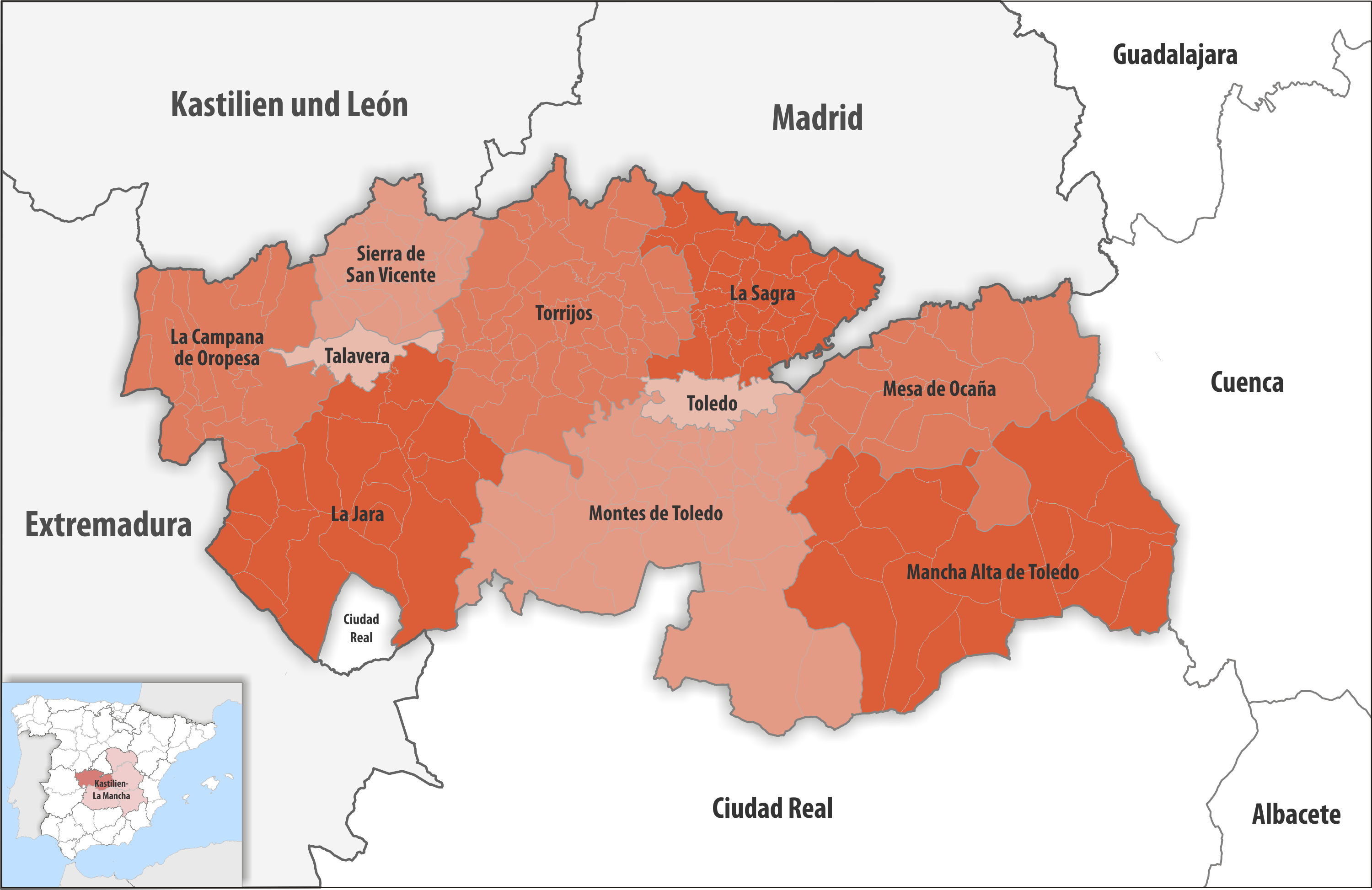
Comarcas in der Provinz Toledo

| Comarca               | Gemeinden | Einwohner (2024) | Fläche km² | Dichte Einw./km² | Hauptort              |
| --------------------- | --------- | ---------------- | ---------- | ---------------- | --------------------- |
| La Campana de Oropesa | 18        | 19.109           | 1.309,38   | 15               | Calera y Chozas       |
| La Jara               | 22        | 15.821           | 2.166,03   | 7                | Los Navalmorales      |
| Mancha Alta de Toledo | 19        | 85.462           | 2.880,83   | 30               | Quintanar de la Orden |
| Mesa de Ocaña         | 15        | 51.317           | 1.648,25   | 31               | Ocaña                 |
| Montes de Toledo      | 31        | 72.849           | 3.052,30   | 24               | Sonseca               |
| La Sagra              | 31        | 208.291          | 1.076,84   | 193              | Illescas              |
| Sierra de San Vicente | 21        | 16.698           | 765,92     | 22               | Pepino                |
| Talavera              | 1         | 84.738           | 185,83     | 456              | Talavera de la Reina  |
| Toledo                | 1         | 86.526           | 231,76     | 373              | Toledo                |
| Torrijos              | 45        | 99.337           | 2.052,59   | 48               | Torrijos              |
| Provinz Toledo        | 204       | 740.148          | 15.369,73  | 48               | Toledo                |

1. ↑   Ohne die Gemeinde Anchuras, diese gehört zur Provinz Ciudad Real.

### Gerichtsbezirke

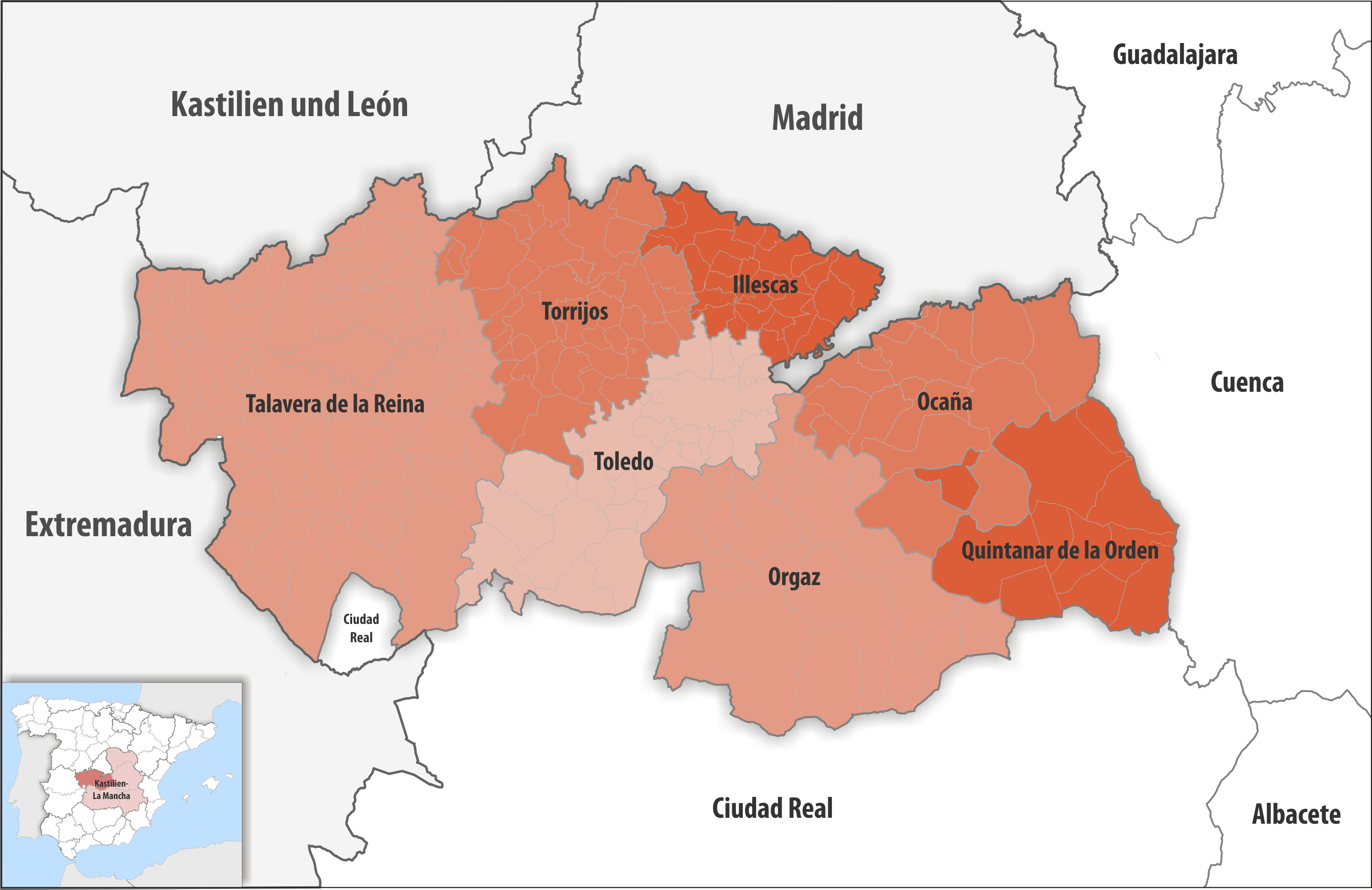
Gerichtsbezirke in der Provinz Toledo

| Gerichtsbezirk        | Gemeinden | Einwohner (2024) | Fläche km² | Dichte Einw./km² | Hauptquartier         |
| --------------------- | --------- | ---------------- | ---------- | ---------------- | --------------------- |
| Illescas              | 27        | 178.959          | 887,80     | 202              | Illescas              |
| Ocaña                 | 16        | 53.326           | 1.871,32   | 28               | Ocaña                 |
| Orgaz                 | 19        | 66.375           | 2.788,23   | 24               | Orgaz                 |
| Quintanar de la Orden | 11        | 45.631           | 1.501,78   | 30               | Quintanar de la Orden |
| Talavera de la Reina  | 65        | 142.205          | 4.561,38   | 31               | Talavera de la Reina  |
| Toledo                | 24        | 160.154          | 1.840,85   | 87               | Toledo                |
| Torrijos              | 42        | 93.498           | 1.918,37   | 49               | Torrijos              |
| Provinz Toledo        | 204       | 740.148          | 15.369,73  | 48               | Toledo                |

## Größte Orte
Stand:(2024)
| Gemeinde              | Einwohner |
| --------------------- | --------- |
| Toledo                | 86.526    |
| Talavera de la Reina  | 84.738    |
| Illescas              | 32.159    |
| Seseña                | 30.165    |
| Ocaña                 | 14.469    |
| Torrijos              | 14.099    |
| Yuncos                | 12.831    |
| Fuensalida            | 12.508    |
| Sonseca               | 11.328    |
| Quintanar de la Orden | 11.194    |
| Bargas                | 11.099    |
| Madridejos            | 10.102    |

Kleinste Gemeinde ist Illán de Vacas mit 2 Einwohnern.